# 布袋戯
布袋戯（ほていぎ、ポテヒ、プータイシー、中: 布袋戲）は、台湾の民間芸能の一つ。別に布袋木偶戯、手操傀儡戯、手袋傀儡戯、掌中戯、小籠、指花戯などとも称される。日本においては、布袋劇とも表記される。その起源は17世紀中国福建省泉州或いは漳州に遡ることができ、福建福州・泉州・漳州、広東潮州及び台湾、インドネシア等で一種の人形劇として現代に伝わる。人形の頭部や手足部は木製であり、それ以外の身体部は布製の衣服により構成されており、演出時は手を人形衣装の中に入れて操作する。「布で作られた袋状の人形」を用いたことから布袋戯の名称が生じた。
布袋戯の特徴としては音楽伴奏を伴い、出場詩の念白、説書の口白と人形操作により構成され、人声曲調と唱腔表現は余り多用されないことが挙げられる。

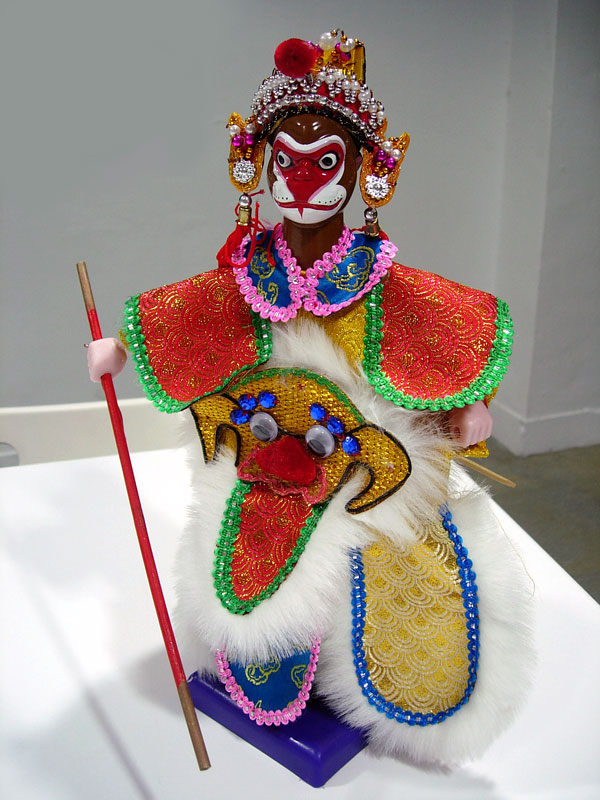
斉天大聖役の布袋戲人形

## 布袋戯の演出
演出は前場と後場に分類される。前場は舞台部分を指し観客に操作する人形を見せる部分であり、後場は操偶師（人形使い）、楽団と口白師傅（口上師）が控える裏舞台となる。

### 舞台

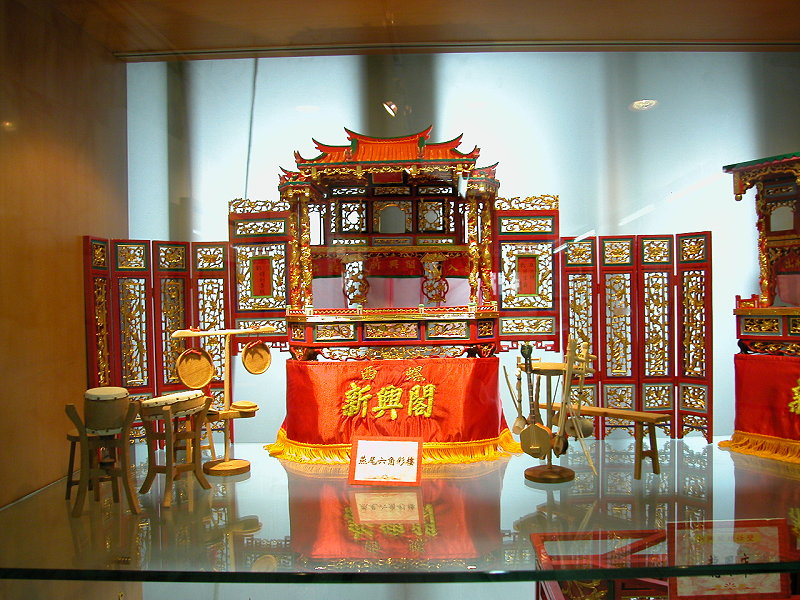
布袋戯舞台

どのような形式であっても、布袋戯の演習には舞台（戯台、戯棚）が必要である。その規模はまちまちであるが、台湾国家劇院で上演される霹靂布袋戯では、舞台は10m以上にも及び、この舞台は劇内容の風景を演出を演出するほか、観衆と演出者の距離を保持する機能を有している。しかし初期の布袋戯では舞台は非常に簡単な構造となっており、柱と簡単な舞台、前幕によって構成される移動可能な簡易舞台が一般的であった。布袋戯の人気が高まるに連れ舞台の構造が複雑なものとなり、四角棚と称される舞台が誕生した。四角棚は3〜5mの舞台であり、その構造は小型の土地公廟に類似しており、四方に柱を、中央に大庁と称される構造物を配し、その4面の中3面は空とし、大庁内には屏風を配し、演出者を隠す構造となっていた。この四角棚も時代とともに複雑且つ精密なものとなり、彫刻を配した中国伝統の建築スタイルを採用するようになった。
19世紀になると布袋戯に六角棚舞台、別称彩楼と称される舞台が登場する。これは四角棚の左右前方に各1面を加えたもので、左右両側の観衆に対する演出効果を意図している。この六角形舞台は舞台の幅を取ることなく、演劇空間及び視覚効果に変化を与え、装飾に意匠を凝らした舞台演出が可能となった、これらの舞台装飾デザインには絵画が多用され、製作コストを抑制するとともに移動の簡便を追求し、同時にその他伝統劇に劣らぬ舞台効果を獲得している。現在、これら舞台は布袋戯団が演出を行うのに重要な地位を占めるようになっている。

### 人形の演出

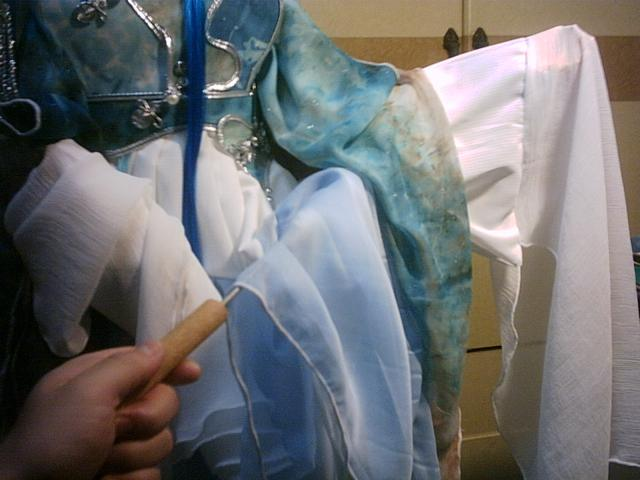
現代布袋人形内部には複雑な機構が採用され、両手での操作が必要である

布袋戯では舞台上の人形操作と演出が上演に於いて重要な地位を占める。伝統的な布袋戯では、布袋人形の大きさは30cm程度であり、身体と四肢は全て布で製作されており、人形師は左手を人形の中に入れて操作していた。人差し指を頭の中に入れ、親指で布袋人形の右手を、それ以外の3本の指で人形の左手を操作し、左手全体を利用して人形全体の動き、頭部、手の動きを造出している。しかし小型で素朴な布袋人形では表情の変化を操作できないため、身体の動きのみで人物感情を表現する必要があるため、その熟練した演出を行うには相当の難度があった。

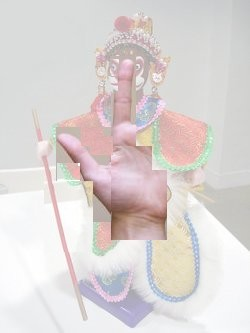
伝統的な布袋戯では人差し指を頭に、親指を人形右手に入れる

人形の役により分類すれば、布袋人形は生、旦、淨、末、丑の5種類に分類することができ、各種人形はそれぞれの手や足の動きを明確に業元する必要がある。これらは京劇、歌仔戯の強い影響が認められ、その身体動作が劇中の人物感情と上演テーマを表現することにあり、人間の動作を人情に注ぎ込むのである。布袋戯は片手で操作するため、人形師は通常1人で2台の人形を操作することも多かった。事実布袋戯は2台の人形が相互に会話を行ったり、また相互に戦う内容が多く、これらは一人の人形師によって操作された。これらは一般の伝統劇同様、会話を主とするものを文戯、武打の多いものを部戯と区分している。
20世紀中期以降、より高い視覚効果を高めることを目的に布袋戯人形の大型化が進み、50cmから場合によっては70cmのものが製作されるようになった。この大型化により人形師は両手で人形を操作するようになり、また伝統的な操作以外に、人形内部に特殊な装置を組み込み、縄により瞼や口を操作し、また手脚が彎曲する機構も採用された。このほか左右両手を使い沉思、奔跑、跳接や雲手臥魚等の身体表現を自由に行えるようになった。

### 題目
布袋戯が誕生した17世紀、その題目は非常に簡単であり、即興劇が主流であった。現在でも即興劇は閩南地区で盛んに行われており。台湾での擺仙跳八仙等口白の無い迎神の演出などがある。18世紀からは題目により演出される布袋戯が出現する。また上演も1時間以上に及ぶ佳人、審案を中心とした物語性の高い題目が人気を集め、現在まで伝わる『四錦裙記』、『烏袍記』、『喜雀告状』等の台本が完成している。さらに武戯、歴史演義という小説を題目にしたものが誕生し、三国志演義、西遊記、封神演義等、小説を題材にしたものが人気を博している。また音楽以外には口白による会話が表現の主体となり、オペラ方式による表現が無い点が他の中国伝統劇と大きく異なる点である。
このほか1980年代、台湾において布袋戯が独特の発展を遂げている。武打（武侠）、搞笑（お笑い）、科幻（イルージョン）などを題材に、1時間前後の上演時間の中で、これらは通常伝統的な布袋戯とは区別されるが、既存の布袋戯の観念から脱却した新しい形式も登場している。

### 出場詩
布袋戯の人形が舞台に登場する場合それぞれ固有の四念白を発して登場する。四念白は出場詩（或いは定場詩とも）の一種であり、「四句」の五言或いは七言古詩体裁の台湾語「念白」であることからこの名称が用いられている。
この出場詩は布袋戯の大きな特徴であり、独特の旋律の詩は人形の役柄を説明し観客に理解させる以外に、人形の役柄や身分、性格を文語表現により表現するものである。具体的な例を挙げれば、布袋戯上演中に観音菩薩が登場する際には「南海普陀自在、説法三千世界；佛法無辺無量、凡人難到蓮台」と仏教的な内容を表し、老生が登場する際には「月過十五光明少、人到年中年万事休、児孫自有児孫福。莫為児孫作馬牛、老漢姓維、名基」と、商家小二の龍套の場合は「茶（酒や菜とも）迎三島客、湯送五湖賓、不将可口味、難近使銭人、小A是売茶（酒、菜）的」とそれぞれを表現している。一般に布袋戯では長音を多用し、花旦以外の題目では出場詩が演出の大きな部分をしめており、また出場詩以外は説書形式の口白が演出の大分を占める。
台湾での布袋戯発展では、四念白と称される出場詩が1980年代に対仗、平仄を保持しながらも大きな変化を遂げた。台湾で当時流行した霹靂布袋戯では劇中の剣君十二恨が清代の文人である張潮幽夢影の「十二恨」を出場詩とした。また1990年代になると台湾でテレビ放映された布袋戯は出場詩以外、人形ごとに出場詩の延長線上ともいえる独特なテーマ音楽を配し、視聴者に対し音楽を以って人形の役柄を伝える新しい方式が出現している。

### 音楽と口白
定場詩と人形の演出以外、前後場の演出で重要な要素となっているのが音楽伴奏と口白である。後場には人形師の他に音楽、口技表演を担当する者を配し、前場文武劇にあわせて緩急を付けた演出が行われる。布袋戯の演劇効果を高めるこれらの演出を「三分前場、七分後場」と表現することがあり、後場の音楽や口白に対する重要性を示している。
後場の音楽では、伝統布袋戯の伴奏は北管及び南管二種類の音楽が使用される。後場は異なる楽器を用いて武場では打楽器を、文場では弦楽器や撥弦楽器、管楽器を多用して表現している

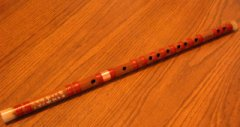
中国笛も布袋戯中で多用される

更に詳しく区分をすれば、武場で使用する楽器は鑼、小鑼、小鼓、通鼓、鈔、鈸、拍板などがあり、文場では二胡、嗩吶、拍板、月琴及び笛が多用される。これら楽器の使用形態により、布袋戯は生旦戯、審場戯、武打戯、連台戯、摺子戯、拳打戯に区分することも可能である。20世紀中期以後、後台での楽器の使用に変化が生じ、京劇の後台音楽の影響を受けたり、洋楽器の使用、歌手による唱歌や、電子音楽音源を使用など新しい様式が誕生している。
閩南或いは台湾の地方言語で演出する口白師は布袋戯に魂を吹き込む人物と言われている。布袋戯での演出の中、後場の口白師は登場人物のセリフを担当し、また布袋戯での唯一名前が出される出演者でもある。このように重要な役割を担う専門口白師は老若男女を問わず様々な登場人物の声質、話しぶり、そして異なる地方の言葉を取得し、更にその情緒の変化を表現する必要がある。また文学や音楽に対する造詣も求められる。実際に一人の口白師は28種類の登場人物とその感情を表現している。また布袋戯の特徴である出場詩の担当も行い、口白師の技量が演出成功の鍵を握っている。

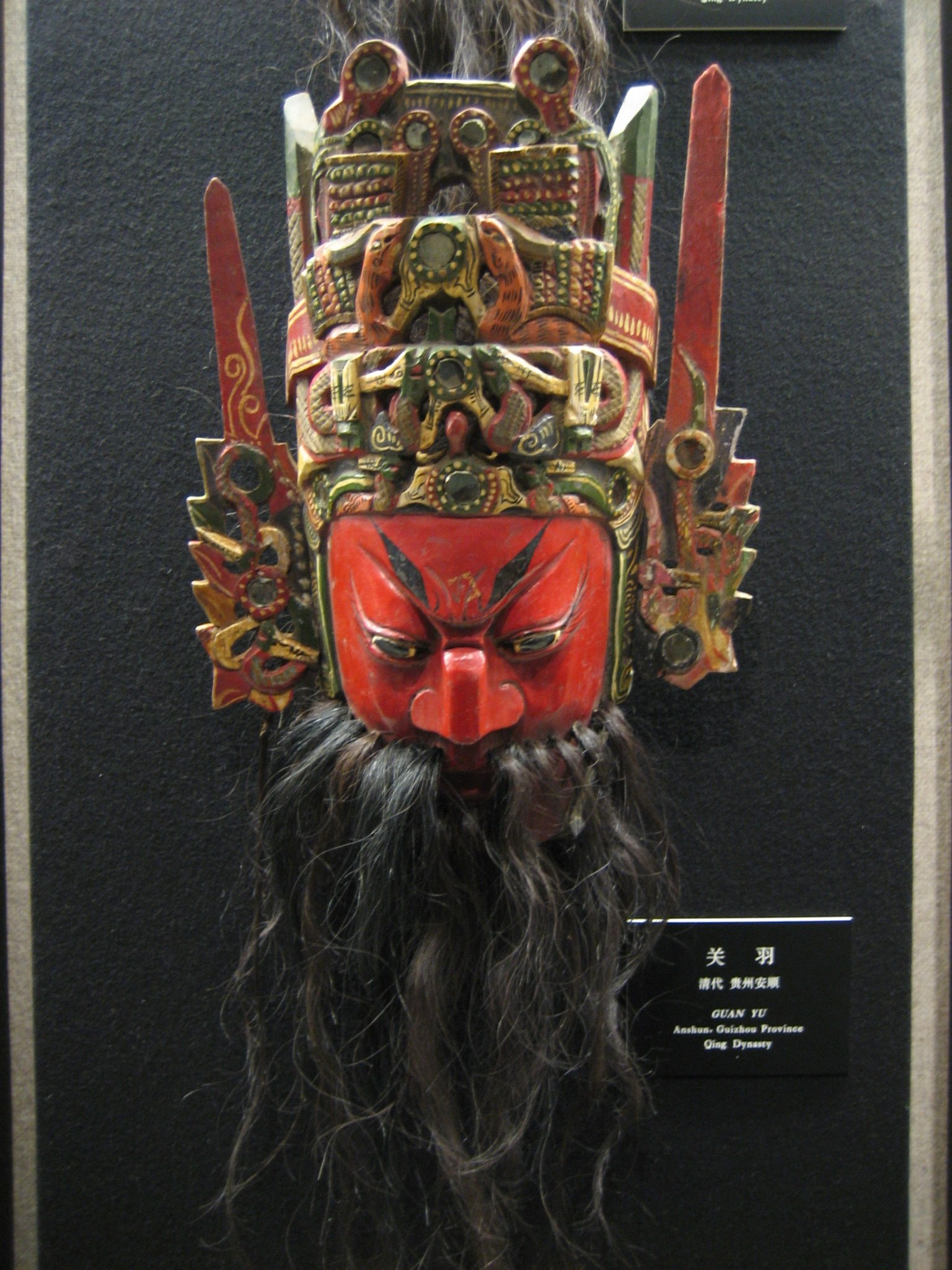
布袋戯中で花臉に分類される関公

布袋戯の役は「生」、「花臉」、「旦」、「神道」、「精怪」、「雑角」の6種類に大別することができる。
- 生：男性による明るい役。その中の「小生」が現在主役を占めることが多い。「文生」は智能型、「武生」は動作派の男性役を表す。
- 花臉：豪快、勇猛な気概を有す男性の役。「紅大花」、「青花仔」、「文木黒大花」などが代表的である。その他題目による独自の役として関公と徐良などがある。
- 旦角：陰柔な性格の女性の役。花面旦、観音旦、老旦、小旦などがある。
- 神道：財神、三仙のような神に関する役。題目による独自の役として東海龍王、聞太師などの神明道士などがある。
- 精怪：牛頭馬面など。
- 雑角：和尚、小沙弥、缺嘴など

20世紀になると新しいタイプの布袋戯が登場したが、口白に関しては伝統的な布袋戯の影響を強く残している。しかし史豔文、素還真（文生）、乱世狂刀（武生）、横千秋、誅天（花臉）、翼小棠（特殊な武旦）、秦假仙、二歯（丑）などのように斬新なキャラクターが生み出されている。

## 人形

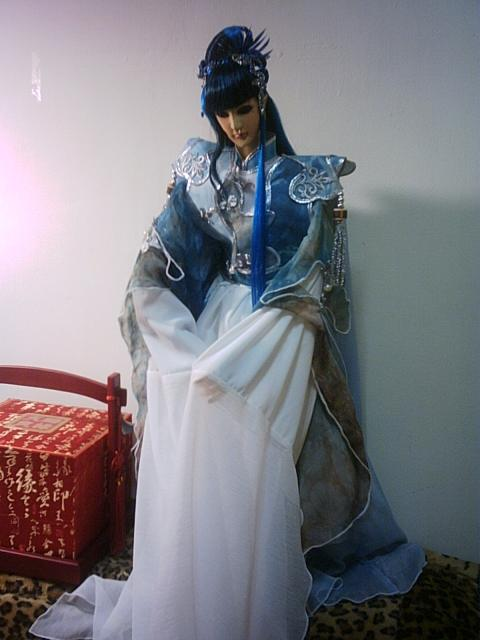
現代布袋戯人形

布袋戯で使用される人形の基本構造は身架、服飾、盔帽（頭部装飾飾）に分類される。身架には木製の頭部、布製の身体部、木製の手、布製の脚、木製の鞋が含まれ、伝統的な人形の大きさは約80cmである。
種類により分類すれば、布袋戯での役により、布袋人形も「生」、「旦」、「浄」の大きく3つに分類し、更にそれを出生、花臉、旦、神道、精怪、雑角などに分類することが出来る。人形師が「一擔籠」と俗称するこれらの人形は、伝統布袋戯では一つの布袋戯を上演するのに、この6小分類の各種80種類用意する必要がある。
これらの人形の頭部の多くは古くは中国泉州で多く生産されていた。1920年代以降、台湾では型を使用した頭部（賽璐珞）の製作が試みられたが、やはり泉州から輸入した唐山頭が主に使用されていた。唐山頭でも特に有名なのが塗門頭と花園頭である。塗門頭は主に泉州塗門街の周冕を号とすものであり、台湾では「塗頭」とも呼ばれて、花臉のものが有名である。花園頭は泉州環山郷花園頭村で生産されていたものであり、生、旦等のものを特異としている。泉州産の頭部で使用される木材の多くは銀杏と香梓木が使用されている。これに対し台湾では桐が多用されている。製作の過程は荒削りしたのち、研磨、更に綿紙を塗った後にベースとなる「土底」と呼ばれるものを塗り、表面をファンデーション処理した後に、顔を形成し、最後に髪や鬚を取り付ける。

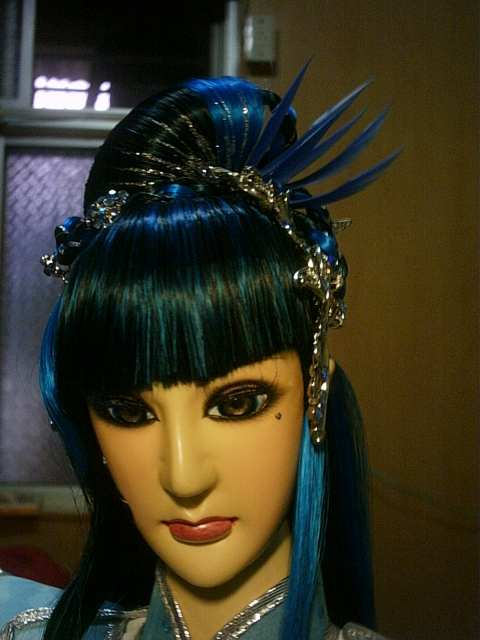
図1：雄二郎
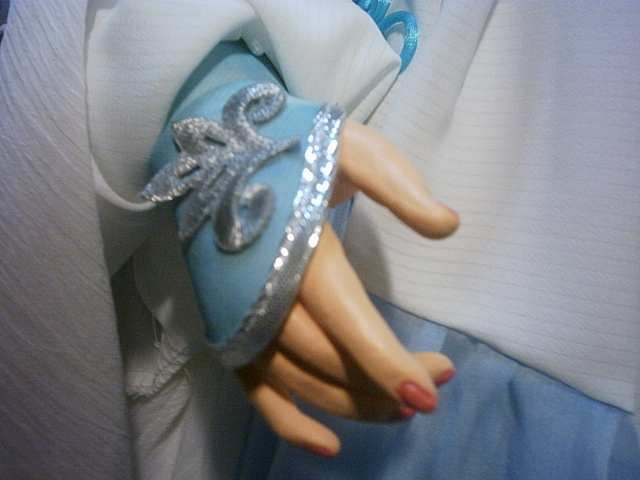
図2：手
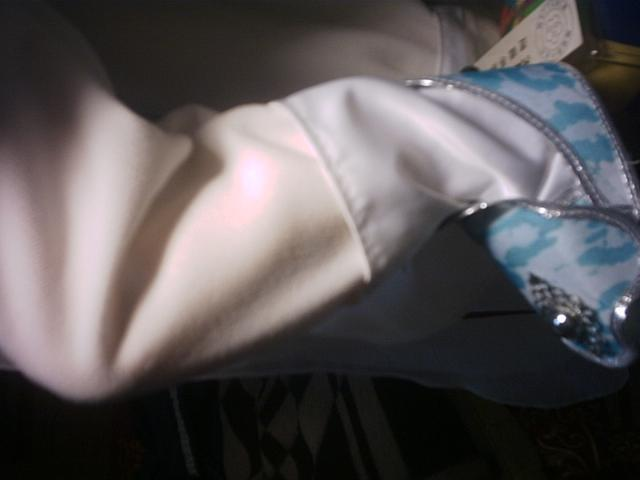
図3：足
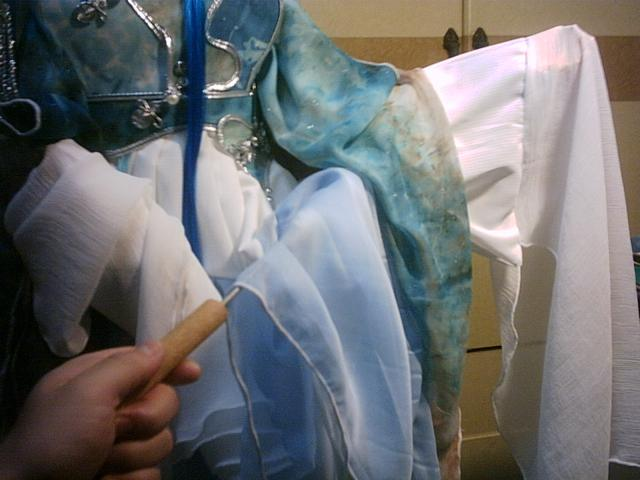
図4：天地同

## 脚本
布袋戯は自由に動く人形と音楽により伝承されており、脚本の多くは口伝されたもの、または講談師が出演者に述べた内容に従っており、書物として現在に伝わる伝統布袋戯の脚本は非常に少ない。当時口伝によっていた内容としては『三国志演義』、『西遊記』、『封神演義』、『水滸伝』等の奏せ何時が主体となっていた。
1945年以後、漳泉地区の布袋戯は衰勢となり、台湾布袋戯のみが発展を続けた。台湾布袋戯師の黄海岱は広く徒弟を募集し、その技能伝授のために自ら『五虎戦青龍』、『大唐五虎将』、『三門街』、『昆島逸史』、『秘道遺書』の脚本を成文化させた。また1960年代になると黄俊雄は著名な布袋戯作品である『雲州大儒侠』脚本を、黄海岱により『忠孝義勇伝』が完成している。
中国では漳州の漳州木偶劇団が1980年代の改革開放政策以降、児童劇を題材とした脚本を用いるようになり、台湾でも市民愛好者による布袋戯団でこの方法が試されている。それでも一般的には伝統的な脚本と、即興による台湾語による口白がなお布袋戯の大きな特徴とされている。

## 歴史
布袋戯の歴史は古く『武林旧事』、『東京夢華録』などの古籍の中の記載に遡るとされる。それは宋朝宮廷で執り行われた宴席の余興の中に既に人形劇であり、現在の布袋戯とは内容が異なるが、人形劇が泉州を発祥とした故事として広く伝わっている。
伝承では明代、科挙に数度落第した梁炳麟が、福建省仙游県九鯉湖にある仙公廟に及第を祈願したところ、夢の中で一人の老人が梁炳麟の手の上に「功名帰掌上」と書き、これを吉兆とした梁炳麟であるが、応試で再度落第した。失望した梁炳麟は人形劇を学び始め、人形の中に手を入れる方式を編み出し、更に文学に造詣が深く、各種稗官野史を用いた物語が観客を魅了し、ここに布袋戯が始まったとされる。このほか明の隆慶（1567年-1572年）年間に、福建龍渓県の科挙に落第した孫巧仁により編み出されたとの説も有る。
17世紀中葉になると布袋戯は相当の人気を博し肩担劇のスタイルを取り入れるようになる。肩担劇とは簡易舞台を設置し、舞台下の人形師が方の上で人形を操作する芸能である。18世紀までに布袋戯は様々な地方で異なる職業集団が現れ、屋外で行う野台劇と室内で行う内台劇に分派した。その中で野台劇は各地を従業し、次第に諸神への感謝への芸能と変化し、簡単な舞台装置と少数の演出家により上演された。
内台劇は18世紀に登場したが、最も流行したのは20世紀になってからである。内台劇は豪華な舞台装置と野台劇に比べ大人数による演出が特徴である。一般には内台劇は一般の室内劇と同様の舞台装置を備え、人間の代わりに人形を使うものとされている。そのため京劇や映画の演出効果と重複するため内台劇は廃れるようになり、1980年代以降は特殊なものを除いて内台劇は福建及び台湾では殆ど見られなくなった。
これ以外に1960年代、内台劇はテレビ布袋戯という方式を発展させている。これはテレビ撮影セットのなかで布袋戯を演出するというものであり、台湾において相当の栄光を治めた。1990年代以降になるとケーブルテレビやDVD、映画等多くのメディアにより発信されている。

## 流派
17世紀に福建泉州で発祥したとされている布袋戯であるが、その後の発展は福建から台湾と地域が広がり、異なる時代に相互に影響して発展したため流派として正確に区分することは困難である。
伝統的な布袋戯の流派は音楽により区分される。南管を使用する流派を南派布袋戯（南管布袋戯）と、広東の潮調を使用する流派を潮調布袋戯と、北管を使用する流派を北派布袋戯（北管布袋戯）と称している。20世紀以降、台湾では漳州の北管文武場に京劇の鑼鼓を取り入れた外江布袋戯と歌仔劇の歌唱を取り入れた歌仔調布袋戯が誕生している。後者に関しては現在台湾より漳泉へ逆輸入もされている。

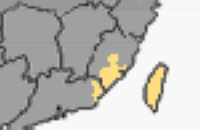
布袋戯活動地域:漳州、泉州、潮州、台湾

また布袋戯の地方ごとの特徴により区分すれば、文戯を特徴とする南派は泉州で盛行であり、音楽は南管楽を採用し、唱腔も南調を採用し、唐代より伝わる梨園劇の影響を伝えている。漳州布袋戯は近隣の広東潮州の一部で潮調布袋戯が行われている以外は、北管楽を使用した北派布袋戯となっている。北派は武戯を得意とし、唱腔は北調として漢調、崑腔、京調等などが使用され、京劇の影響を受けている。しかし1980年代以降布袋戯は相互影響と、各種文化との融合を行い、これらの南北両派の区分は次第に不明瞭になってきている。
台湾では南北両派の伝統布袋戯が盛行である。南派の上演内容は泉州で流行している劇種と類似したものが多いが、台湾に伝わって以降白字と称されるようになった。この種の布袋戯は劇団は台湾中部の雲林県の台西、麥寮、褒忠、東勢、四湖などの出身が多く、台湾北部で特に人気が高い。北派は台湾で乱弾と称され、漳州を起源とし武戯を中心としている。その構成員は雲林県斗六、西螺、斗南、虎尾、古坑、二崙などの出身であり、台湾南部で特人気が高い。このほか台湾の布袋戯は「登場人物」による区分もできる。それは閣派、園派に分類されるものであり、黄海岱が園派を代表し、「五洲園」直径の子弟により霹靂布袋戯へと発展した。
| 流派名称     | 流派別名                     | 流行地域                 | 楽器・曲調     | 劇団出身地   |
| ------------ | ---------------------------- | ------------------------ | -------------- | ------------ |
| 雙如意       | -                            | 福州府                   | 十番           | 福州         |
| 南派布袋戯   | 南管布袋戯、白字、泉州布袋戯 | 泉州、台湾北部           | 南管           | 泉州、雲林県 |
| 北派布袋戯   | 北管布袋戲、乱弾、漳州布袋戯 | 漳州、台湾中南部         | 北管           | 漳州、雲林県 |
| 潮調布袋戯   | 潮州布袋戯                   | 広東潮州、漳州東山など   | 広東潮調       | 広東、福建   |
| 外江布袋戯   | 京劇布袋戯                   | 漳州、台湾台北（李天禄） | 北管、京劇鑼鼓 | 漳州、台北市 |
| 歌仔調布袋戯 | -                            | 漳州、台湾               | 歌仔調         | 漳州、台湾   |

## 各地での発展
文献では梁炳麟が布袋戯を始めたとあるが、歴史事実として確実たる事実とは認定されていない。しかし布袋戯と泉州の傀儡劇文化には相関関係が認められることは定説になっている。福建地区の布袋戯の発展には泉州布袋戯の影響が広く認められ、そのため泉州が布袋戯発祥の地とされる。しかし長い伝承過程の中で泉州布袋戯は人形伝統芸術の一支流となり、この地区の人形工芸も傀儡を中心としたものとなっている。それに対して漳州或いは台湾での布袋戯は泉州を凌駕する発展を見て、1950年代以降、台湾では伝統布袋戯の改良に盛行し、漳泉両地に先んじた芸能として発展している。

### 福州
福州では「串頭戲」と呼ばれ、福州では千年以上の歴史を持つ布袋戯の一種である。『拾遺錄』には「南國有人，於掌中備百獸之樂，宛轉屈曲於指間。」とある。唐の武宗皇帝の会昌年間（841～846年）には、すでに閩県出身の林滋が『木人賦』の中で、当時の福州の人形は「曲直不差，短長合度。」と記し、頭には「假丹粉而外周。」。演じる時は「即手舞而足蹈，必左旋而右抽。」、五行を貫き、他のすべての演技を上回る芸術効果を奏でた。明代には、福州の布袋戯の芸術が大きく向上した。閩県出身の葉繼熙は福州の布袋戯を見て、それを賞賛する七字の詩を作った：「鼓拍頻摧夜漏長、賞心樂事喜逢場。隨人舉動多牽掛、過眼興亡漫感傷。面目固知非本相、綺羅底事竟新妝。矮人不省當筵事、枉把郎當笑郭郎。」清代には、福州の布袋戯が大きく発展した。福州府城で最初に指導的な一座となったのは「達雲霄」で、別名「儒林景戲」とも呼ばれている。その後、「駕雲天」や「賽月宮」などのオペラ劇団も誕生した。多くは民俗祭りや結婚式で上演され、歌唱スタイルや曲調は閩劇に似ており、洋歌・逗腔・江湖主体としている。中華民国時代、福州府城には「新大發」、「大吉金」、南臺の「雙如意」の一座がありました。この期間中、上演された演目には『孫悟空の火焔山越え』や『陳靖姑の雨乞い』などがありました。中華人民共和国の初期には、福州の布袋戯団は徐々に消滅し、福州府城と南臺では「双如意」だけがまだ活動を続けている。1950年代、「双如意」劇団は南門の烏山路「山を割って母を救う」を上演し、観客に大人気を博した。

### 泉州
文献によれば1730年から1760年にかけて泉州地区では布袋戯が相当流行したとの記録がある。当時の泉州布袋戯は人形や舞台装置、音楽などは傀儡劇戯曲の強い影響を受け、演出面では謝神、迎送神、祝宴、破土などを行っている。1798年になると記録に残る中国で最初の専門的な布袋戯団として「金永成偶劇団」が誕生し、既存の傀儡調を発展させ文戯を編み出し、精密な人形と泉州による演出を加えた「南派布袋戯」が誕生している。

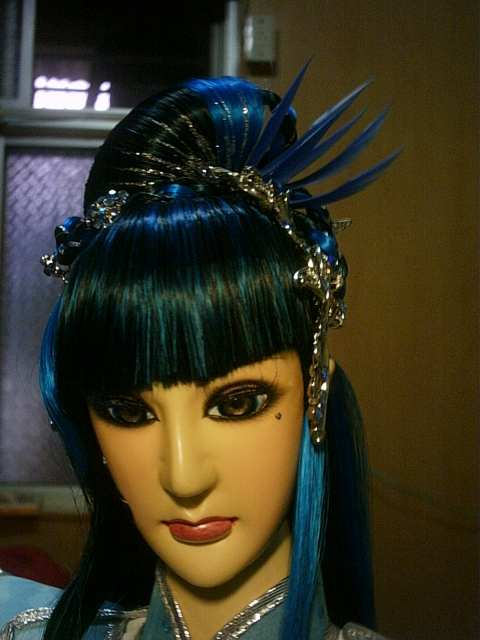
布袋戲人形頭部の彫刻技術、泉州を起源とする

19世紀になると泉州南派布袋戯は全盛期を迎える。この時期は中国各地に布袋戯が広まり、傀儡劇を起源とする内容以外、人形の操作技術を重視した梨園布袋戯が誕生したのも人気を得た要因の一つである。20世紀初、梨園布袋戯より更に歌唱を重視した籠底劇が泉州で誕生する。しかし台本での創意性に欠如していたため民間で広まるには至らなかった。しかし後に小説を題材にした内容となり、音楽も南管を採用するなど改良が進み独特の文戯を編み出したが、台湾布袋戯や漳州布袋戯に比べて時代に取り残され布袋戯を代表する地位を失うに至った。
20世紀になると一時中国政府による民間芸能の保護と育成が行われた。その結果1953年に専門集団として「晋江掌中木偶劇団」が誕生した。この劇団は南管と梨園を融合させ、『白龍公主』や『五裏長』、『虹』などは中国のみならず世界各地で上演された。しかし文化大革命で致命的な打撃を受けている。1980年代以降この状況は改善されつつある。また布袋戯そのもの以外にもこの地区の人形彫刻工芸も有名であり、特に江加走んよるものは現在でも高く評価されている。

### 漳州
漳州布袋戯は泉州のものと類似しており、その起源を同じくしている。しかし後場音楽に関しては泉州と異なり、鑼鼓、嗩吶等の北管音楽を使用しているのがその特徴である。その楽器の特性から文戯より武戯が発展した。このほか漳州の雲霄、詔安、東山、平和諸県では近隣の潮州楽曲の影響を受けており、その地方の布袋戯を特に「潮州布袋戯」と称している。
20世紀初頭、漳州地方士紳藍汝漢は上海より京劇団を招きこの地に広めた。同時期に漳州芸人の楊勝将が京劇唱腔と演出を布袋戯に取り込み新しい様式を確立した。1900年から1930年にかけれ漳州北派布袋戯と台湾と泉州で流行した南派布袋戯、或いは泉州梨園布袋戯がそれぞれ競い合い融合していった。そしてこの北派布袋戯は後に台湾に入り、李天禄の外江布袋戯へと発展していく。

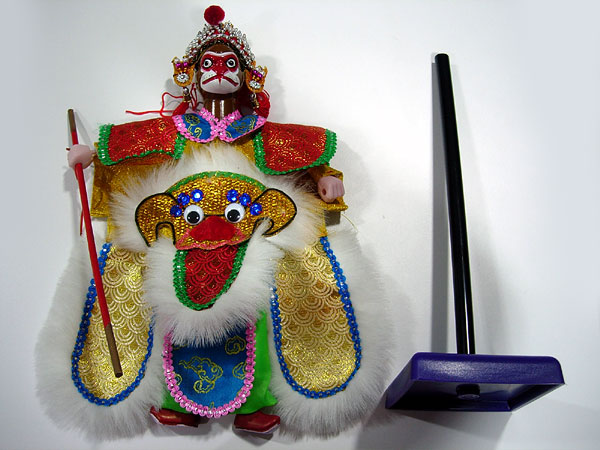
漳州布袋戯は動物と武打劇が特徴である

1932年、台湾で発達した歌仔劇が漳州に伝わるとその影響を受け、元来京劇の影響を強く受けていた漳州歌仔劇に台湾歌仔劇の音楽と華麗な衣装が融合され薌劇と称された。漳州布袋戯はこの薌劇の模倣を行い、一部の劇団は歌仔調の歌を取り入れた布袋戯を編み出した。その後様々な改良が加えられ1950年代には激しくユーモア溢れる武打を特徴とする漳州布袋戯の風格が確立され、『方針演義』や『西遊記』を題材とした内容が盛んとなった。
中国共産党が政権を取ると、国家による布袋戯の保護が行われるようになる。そして1959年3月、漳州龍渓に「龍渓専区木偶劇団」が結成され、民間芸能の布袋戯が専門家による芸術として扱われるようになった。また1960年にルーマニアで開催された「第2回国際操り人形祭」で漳州布袋戯による『大名府』、『雷万春打虎』が上演され金賞を受賞している。しかし文化大革命が始まると伝統芸能は否定され、10年にわたる停滞期を迎えることとなった。
文革が終結し、改革開放が開始された1980年代、中国政府は再び布袋戯の保護に乗り出し漳州木偶芸術学校を創設している。「漳州木偶劇団」は再び活動を開始しし、中国国家一級演員荘陳華と新世代の洪恵君、呉光亮等の努力により児童劇『森林的故事』などが上演されるようになった。

### 台湾
台湾では泉州から伝播した布袋戯が伝統的な社会と台湾語により独自の発達を遂げて現在に至るまで大きな人気を博している。

#### 戦前
1750年代、福建より大量の移民が台湾に入植すると、布袋戯も移民とともに台湾に流入した。当時の台本は古書、小説を題材としており、それにより上演される布袋戯は古冊劇と称されていた。特徴としては口白が文語体であること、動作の細緻性、南北管を主とする音楽にある。『台湾省通誌巻』学芸芸術篇によれば、最初に台湾にもたらされたのは南派布袋戯であった。現在は台湾で傍流となった南派であるが、現在での台北の小西園、亦宛然等わずかに現在にも伝わっている。
1920年代は武侠劇を中心に布袋戯が民間に広まった期間である。清末民初の『七侠五義』、『小五義』などの武侠小説を題材とし、各種剣を重視した表現を用いた為に剣侠布袋戯と称された。当時の剣侠劇を代表する人物としては「五州園」の黄海岱と「新興閣」の鍾任祥がいる。
1930年代は台湾で皇民化運動が推進され、布袋戯もその中で変化を遂げる。まず中国伝統の鑼鼓の使用が禁止され、変わって西洋音楽が用いられた。また雑用の中でも日本風の衣装をまとった人形が使用され、『水戸黄門』など日本の物語を題材としたものが日本語で上演されることもあった。軽快な口白が重要な布袋戯では日本語は受け入れられなかったが、その当時の演出方法は金光布袋戯へ大きな影響を与えることになる。

#### 金光布袋戯
戦後の1950年代、台湾中南部の野台劇として金光劇が登場した。武侠劇時期の的武内容を継承し、更に新しい種卓を創造した他、金光劇では豪華な背景や衣装を使用し、また灯光を利用した特殊効果を多用し武打の情景を表現した。
また音楽の方面では、少なからずの劇団が伝統的な後台での音楽に代わってレコードを使用するようになった。この時期の主要な人物としては五州園第2代の黄俊雄と新興閣第5代の鍾任壁が挙げられる。黄俊雄の布袋戯は人形の大型化を実現し、またテレビによる放送を開始するなど精力的に活動した。

#### テレビと布袋戯
1960年代初期、映画館で布袋戯が上演されることは一般的であり、野台金光布袋戯は農村地区の重要な娯楽の地位を占めていた。そしてテレビ時代が到来した1962年、当時台湾で唯一テレビ放送を行っていた台湾電視公司が李天禄も亦宛然掌中劇団による『三国志』を放送した。1965年4月には明虚実掌中戯班による北京語音声による『水仙宮主』を放映、テレビ向け布袋戯が初めて登場する事になる。このように李天禄により開始されたテレビ布袋戯は、金光劇の黄俊雄により発展することになる。
1960年代初頭、黄海岱は布袋芸能を子である黄俊卿と黄俊雄へと継承していった。黄俊雄は人形や音楽、舞台効果の改良に力を入れ、新しい内台戯を創造した。1970年3月12日、黄俊雄が率いる真五洲劇団は内台劇で上演していた雲洲大儒侠首を初めてテレビ放映した。斬新な音楽と舞台効果によりたちまち人気番組となり、放映は583回にも及び、台湾で97%という最高視聴率を記録し、テレビ放映が学生や社会人の無断欠席欠勤を及ぼし、1974年6月16日には正常な社会生活を妨害するものとして、政府によりテレビでの布袋戯放映禁止となる社会現象を巻き起こした。

#### 映画産業と専門チャンネル
1980年代後半、台湾では政府の外国メディア規制の大幅な規制緩和により外国の娯楽文化が流入し、台湾の布袋戯もその影響を受けるようになった。観客の減少により後場の専門集団の上演機会が失われ、経営が赤字に転落したことで最盛期には千を超える劇団により上演されていた野外布袋戯団も300余りに減少し、その中には実質的に上演を行っていない劇団も少なからず含まれるようになった。こうした状況下でも一部は学校や地域に密着した活動を行い、伝統布袋戯の文化の保存に努力し、その中でも李天禄と鍾任壁等の伝統布袋戯芸師による貢献が大きかった。新興閣の鍾任は大学の中に布袋戯技芸を開設している。
台湾の伝統布袋戯の劇団と観衆は大幅に減少したが、テレビ布袋戯は1980年代に大きな進歩を遂げている。1988年、テレビ放送の発展を受け黄文択と黄強華の兄弟は美地塢録影帶公司を通しレンタルビデオ市場へ参加し、霹靂系列布袋戯を中心に作品を発表した。この劇団はレンタルビデオを通じて百万人の観客市場を創出し、全台湾のレンタルビデオの10%を占めるに至った。
1993年、霹靂シリーズはまた布袋戯の放送を通信とする専門チャンネル「霹靂衛星電視台（現在の霹靂台灣台）」に発展した。運営方式としてはレンタル用の布袋戯を一定期間経過後にテレビ放映したものである。このようにしてさまざまなメディアに進出した布袋戯であるが、1997年には映画化され『聖石伝説』が製作され、台湾のみならず日本やアメリカにも輸出された。
伝統的な布袋戯は凋落したが、製作レベルを向上させたビデオやテレビ化を通じて新たな観客を獲得し、2005年現在、台湾のテレビ布袋戯市場は4000万USD以上の市場へと成長し、100万人以上の視聴者を獲得、ケーブルテレビの専門チャンネルは350万戸以上へと成長した。また布袋戯関連商品の販売も増加し、同人誌やコスプレなどの愛好者によるサブカルチャーも形成されている。

## 代表的な劇団
台湾では過去布袋戯は父子相伝なるいは子弟制度により継承されていたが、現在では劇団や学校でのクラブ活動を通して一般民衆への認知度も高まり、また大学の講義の一環として布袋戯団が活動することもある。中国の漳州、泉州での大型布袋戯団は政府に依る補助が支給されている例もある。
- 台湾

1. 西螺新興閣： 鍾任壁
2. 五州園：黄海岱、黄俊雄（金光）、黄立綱（金光）、黄強華（霹靂）、黄文択（霹靂）、黄文耀（天宇）。
3. 小西園:許王、許欽
4. 隆興閣第二団:廖武雄
5. 亦宛然掌中劇団：陳錫鍠、林金鍊
6. 關廟玉泉閣
7. 屏東全楽閣
8. 南投新世界
9. 麻豆錦花閣
10. 東港復興社

- 中国

福州、雙如意：依九、九弟
漳州、龍渓布袋戯：楊勝、荘陳華老、洪恵君
泉州晋江木偶劇団
浙江蒼南、平陽（閩語）：劉傳代、黄朱黄、呉明月。
香港：李貽新。
湖南邵陽：劉永安、劉永章
- 日本

チャン チンホイ(個人)

## 関連施設
- 台北偶戯館（人形劇館）[6]
- 林柳新紀念偶戯博物館[7][8]
- 雲林布袋戲館[9]

## 関係項目
- 西田社布袋戯基金会
- 「戯夢人生」
  - 李天祿
- 黄海岱（中国語版）
- 黄俊雄（中国語版）　海岱の次男
  - 金光布袋戯（中国語版）
- 黄強華（中国語版）　俊雄の長男
  - 霹靂布袋戯
  - 史豔文（中国語版）
  - 素還真（中国語版）
  - 「聖石伝説（中国語版）」
  - 「Thunderbolt Fantasy 東離劍遊紀」
- 黄文擇（中国語版）　俊雄の次男
- 黄文耀（中国語版）　文擇の双子の弟
  - 天宇布袋戯（中国語版）
- 黄立綱（中国語版）　俊雄の四男
- 新世紀布袋戯